# استرنیلاند
استرنیلاند (به هلندی: Oosternieland) یک منطقهٔ مسکونی در هلند است که در ایمس‌موند واقع شده‌است. استرنیلاند ۱۵۵ نفر جمعیت دارد.